# Чекалов, Денис Александрович
Дени́с Алекса́ндрович Чека́лов (род. 1975, Ростов-на-Дону) — современный российский писатель-фантаст.

## Биография
Закончил философский факультет Ростовского государственного университета. Защитил кандидатскую диссертацию на тему «Личность в контексте современной информационной культуры». Автор ряда книг по философии и общественным наукам, в том числе «Новейший философский словарь», «История мировой культуры», «История религий» (часть в соавторстве).
С 2003 по 2009 год в Москве и Санкт-Петербурге вышло 24 романа Дениса Чекалова. Фантастические и детективные рассказы, научные статьи автора публикуются в различных журналах и газетах.

### Серии

#### Страна эльфов
- Френки и Майкл (2003)
- Маятник судьбы (2003)
- Между двух войн (2004)
- Гончие Преисподней (2007)
- Дарующая жизнь (2007)
- Шепчущие тюльпаны (2008)
- Сумеречный судья (2009)
- Не для всех (рассказ)
- Гном, который украл радугу (рассказ)

#### Ведунья
Хроники Вечности (пенталогия)
- Клятва отступника (2007)
- Печать демона (2007)
- Призраки кургана (2007)
- Ледяные осколки вечности (2007)
- Бронзовая башня Безумия (2007)

Хроники Танаиса (пенталогия, не окончено)
- Книга Мертвых имен (2009)
- Яд багряной химеры (2009)
- Дольмен (2009)
- Драконы моря Отчаяния (2009)

#### Боярская сотня
- Амулет волхва
- Заповедь ангела
- Московский гость
- Ханский посол
- Клинок наместника
- Похитители душ
- Око дьявола
- Разбойный приказ
- Похитители душ

### Отдельные произведения
Триллеры:
- Пусть это вас не беспокоит

Non-fiction:
- Современный философский словарь
- Психоанализ успеха
- Культурология
- История мировой культуры
- История религий
- Иоанн Грозный: Звезды и числа

### Повести и рассказы

#### Звёздная дипломатия
- Тонкости дипломатии
- Свистящий страх
- Искусство войны

### Статьи
- Судьбы научной фантастики

## Интервью
- Денис Чекалов: «Свобода уходит из литературы»
- Интервью Дениса Чекалова на «Эхе русской интеллигенции»